# 富士宮市立内房小学校
富士宮市立内房小学校（ふじのみやしりつ うつぶさしょうがっこう）は、静岡県富士宮市内房にある公立小学校。卒業後は、芝川中学校へ進学。内房１～４区の避難所に指定されている。

## 通学区域
内房第1区 内房第2区 内房第3区 内房第4区

## 沿革
- 1874年（明治7年）8月 - 尾崎本成寺に学校創設「梏徳舎(こうとくしゃ)」創立[3]。
- 1875年（明治8年）1月 - 落合2450番地に新築移転[3]。
- 1878年（明治11年）4月 - 「内房学校」と改称[3]。
- 1889年（明治22年）4月 - 「内房簡易科小学校」と改称[3]。
- 1903年（明治36年）9月 - 落合3909番地（現在地）に新築移転・高等科併設、「内房村立内房尋常高等小学校」と改称[3]。
- 1941年（昭和16年）4月 - 「内房村国民学校」に改称[3]。
- 1947年（昭和22年）4月 - 「内房村立内房小学校」に改称[3]。
- 1948年（昭和23年）4月 - 校章制定[3]。
- 1956年（昭和31年）9月 - 芝富村と合併し、庵原郡を脱し、「富士郡富原村立内房小学校」に改称[3]。
- 1957年（昭和32年）3月 - 町制施行により、「芝川町立内房小学校」となるに改称[3]。
- 1964年（昭和39年）2月 - 校歌制定[3]。
- 1973年（昭和48年）12月 - 創立100周年式典並びに百年祭挙行、体育館落成[3]。
- 1974年（昭和49年）5月 - 創立百年記念碑建立[3]。
- 1982年（昭和57年）2月 - 新校舎（鉄筋三階建）完成[3]。
- 2010年（平成22年）3月23日 - 富士宮市と合併し、富士宮市立内房小学校に改称。